# Jonchery
Pour les articles homonymes, voir Jonchery (homonymie).
Jonchery est une commune française située dans le département de la Haute-Marne, en région Grand Est.

## Géographie

### Communes limitrophes
| Gillancourt | Meures          |           |
| Euffigneix  | Jonchery        | Brethenay |
|             | Villiers-le-Sec | Chaumont  |

Jonchery se trouve dans une plaine agricole située au pied des côtes d'Alun. Le village est à 6 kilomètres au nord-ouest de Chaumont et à 286 mètres d'altitude.

### Hydrographie
La commune est dans la région hydrographique « la Seine de sa source au confluent de l'Oise (exclu) » au sein du bassin Seine-Normandie. Elle est drainée par le ruisseau de Bonnevaux, le canal 01 du Pré Vert, le canal 02 du Pré Vert, le cours d'eau 01 des Noues, le Fossé 02 des Breuils et le ruisseau des battants,.
Le ruisseau de Bonnevaux, d'une longueur de 11 km, prend sa source dans la commune de Villiers-le-Sec et se jette  dans la Marne à Brethenay, après avoir traversé quatre communes. 

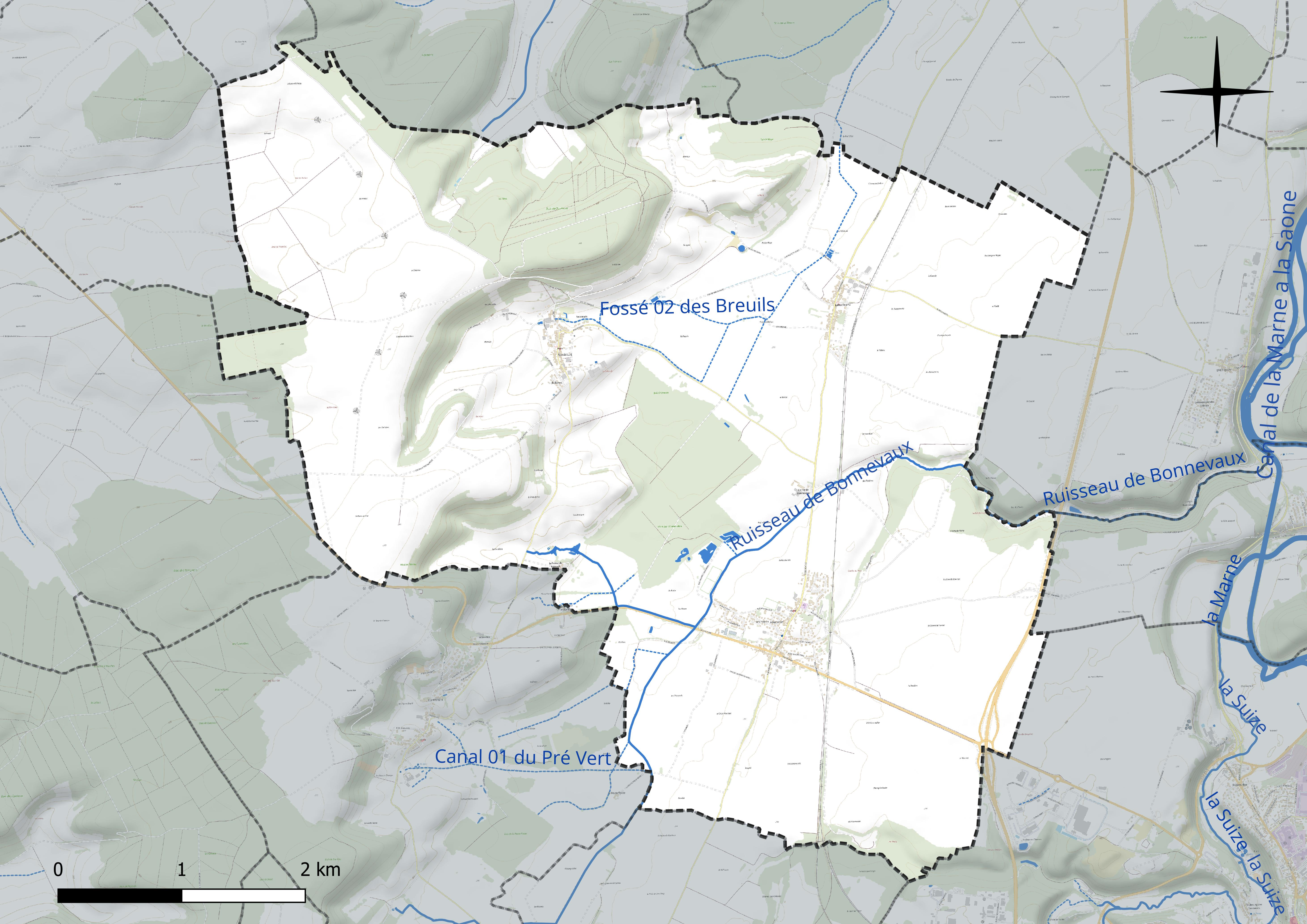
Réseau hydrographique de Jonchery.

### Climat
Pour des articles plus généraux, voir Climat du Grand Est et Climat de la Haute-Marne.
En 2010, le climat de la commune est de type climat des marges montargnardes, selon une étude du Centre national de la recherche scientifique s'appuyant sur une série de données couvrant la période 1971-2000. En 2020, Météo-France publie une typologie des climats de la France métropolitaine dans laquelle la commune est exposée à un climat océanique altéré et est dans la région climatique  Lorraine, plateau de Langres, Morvan, caractérisée par un hiver rude (1,5 °C), des vents modérés et des brouillards fréquents en automne et hiver. 
Pour la période 1971-2000, la température annuelle moyenne est de 9,9 °C, avec une amplitude thermique annuelle de 16,6 °C. Le cumul annuel moyen de précipitations est de 941 mm, avec 13,4 jours de précipitations en janvier et 9,2 jours en juillet. Pour la période 1991-2020, la température moyenne annuelle observée sur la station météorologique de Météo-France la plus proche, « Bourdons_sapc », sur la commune de Bourdons-sur-Rognon à 20 km à vol d'oiseau, est de 10,0 °C et le cumul annuel moyen de précipitations est de 1 011,1 mm. 
La température maximale relevée sur cette station est de 40,1 °C, atteinte le 25 juillet 2019 ; la température minimale est de −22,1 °C, atteinte le 20 décembre 2009,,. 
Les paramètres climatiques de la commune ont été estimés pour le milieu du siècle (2041-2070) selon différents scénarios d'émission de gaz à effet de serre à partir des nouvelles projections climatiques de référence DRIAS-2020. Ils sont consultables sur un site dédié publié par Météo-France en novembre 2022.

## Urbanisme

### Typologie
Au 1er janvier 2024, Jonchery est catégorisée bourg rural, selon la nouvelle grille communale de densité à sept niveaux définie par l'Insee en 2022.
Elle est située hors unité urbaine. Par ailleurs la commune fait partie de l'aire d'attraction de Chaumont, dont elle est une commune de la couronne,. Cette aire, qui regroupe 112 communes, est catégorisée dans les aires de 50 000 à moins de 200 000 habitants,.

### Occupation des sols
L'occupation des sols de la commune, telle qu'elle ressort de la base de données européenne d’occupation biophysique des sols Corine Land Cover (CLC), est marquée par l'importance des territoires agricoles (77,8 % en 2018), une proportion sensiblement équivalente à celle de 1990 (78,3 %). La répartition détaillée en 2018 est la suivante : terres arables (66 %), forêts (17,3 %), prairies (11,8 %), zones urbanisées (3,5 %), milieux à végétation arbustive et/ou herbacée (1,3 %). L'évolution de l’occupation des sols de la commune et de ses infrastructures peut être observée sur les différentes représentations cartographiques du territoire : la carte de Cassini (XVIIIe siècle), la carte d'état-major (1820-1866) et les cartes ou photos aériennes de l'IGN pour la période actuelle (1950 à aujourd'hui).

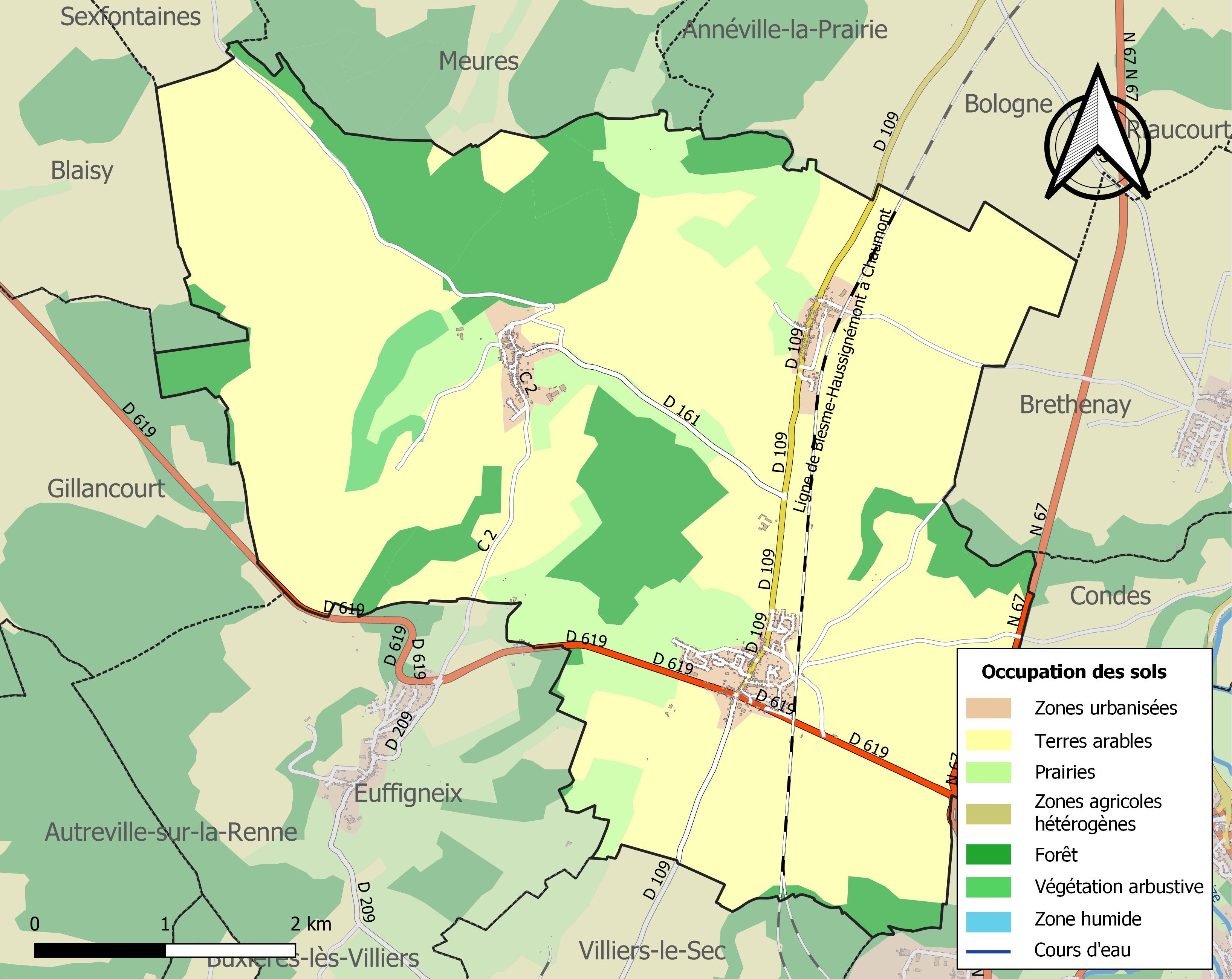
Carte des infrastructures et de l'occupation des sols de la commune en 2018 (CLC).

## Toponymie
Le nom de la localité est attesté sous les formes Juncheriacum (1198) ; Joncheriacum, Junchereium, Juncheri (1231) ; Joncheri (1232) ; Juncherium (1245) ; Jonchery (1276-78).

Jonchery est un toponyme dérivé de jonchère, avec le suffixe -y, qui désigne « un ensemble de joncs », du latin juncus et du double suffixe collectif -ar- etum.

## Histoire
Jonchery fut desservie par une ancienne voie romaine dont le tracé a été retrouvé à La Combe au Fays, Clos-Gascard reliant Langres à la vallée de la Blaise et une autre de Montsaon à Soulosse. Cette dernière ayant été trouvée au pont de Laharmand, à la ferme Bonnevaux où se trouvait une mansio.
On peut également noter la présence de l'ancienne commanderie de Bonnevaux (lieu-dit à la sortie de Jonchery en direction de Laharmand) de l'ordre de Saint-Jean de Jérusalem, dotée d'une chapelle au pied de laquelle se trouvait le cimetière commun à Jonchery et Laharmand jusqu'au XVIIe siècle.
Pendant tout le XIXe siècle, le village et sa région connurent une intense exploitation des minerais de fer, en atteste la présence de nombreux lavoirs à bras.
C'est une confusion fréquente que d'attribuer le premier combat aérien de 1914 à la commune de Jonchery en Haute-Marne mais ce combat a eu lieu au-dessus de Jonchery-sur-Vesle dans la Marne.
Jonchery fut regroupée, avec Laharmand et Sarcicourt, dans une communauté de villages en 1973. Le village fait désormais partie de la communauté de communes du pays chaumontais.

## Politique et administration
Depuis 1973, Laharmand et Sarcicourt sont rattachés à Jonchery.

### Liste des maires
| Période                                  | Période                       | Identité       | Étiquette | Qualité |
| ---------------------------------------- | ----------------------------- | -------------- | --------- | ------- |
| mars 2001                                | avril 2014                    | Daniel Barraud | SE        |         |
| avril 2014                               | En cours (au 12 juillet 2023) | Sylvie Roux    | DVD       |         |
| Les données manquantes sont à compléter. |                               |                |           |         |

## Population et société

### Démographie

#### Évolution démographique
L'évolution du nombre d'habitants est connue à travers les recensements de la population effectués dans la commune depuis 1793. Pour les communes de moins de 10 000 habitants, une enquête de recensement portant sur toute la population est réalisée tous les cinq ans, les populations de référence des années intermédiaires étant quant à elles estimées par interpolation ou extrapolation. Pour la commune, le premier recensement exhaustif entrant dans le cadre du nouveau dispositif a été réalisé en 2008.

En 2022, la commune comptait 960 habitants, en évolution de −6,07 % par rapport à 2016 (Haute-Marne : −4,62 %, France hors Mayotte : +2,11 %).
| 1793 | 1800 | 1806 | 1821 | 1831 | 1836 | 1841 | 1846 | 1851 |
| ---- | ---- | ---- | ---- | ---- | ---- | ---- | ---- | ---- |
| 260  | 304  | 327  | 321  | 345  | 341  | 350  | 348  | 354  |

| 1856 | 1861 | 1866 | 1872 | 1876 | 1881 | 1886 | 1891 | 1896 |
| ---- | ---- | ---- | ---- | ---- | ---- | ---- | ---- | ---- |
| 389  | 334  | 324  | 313  | 308  | 279  | 272  | 283  | 288  |

| 1901 | 1906 | 1911 | 1921 | 1926 | 1931 | 1936 | 1946 | 1954 |
| ---- | ---- | ---- | ---- | ---- | ---- | ---- | ---- | ---- |
| 282  | 304  | 243  | 380  | 260  | 269  | 272  | 274  | 309  |

| 1962 | 1968 | 1975 | 1982 | 1990 | 1999 | 2006 | 2008 | 2013  |
| ---- | ---- | ---- | ---- | ---- | ---- | ---- | ---- | ----- |
| 252  | 255  | 611  | 780  | 727  | 787  | 929  | 969  | 1 028 |

| 2018  | 2022 | - | - | - | - | - | - | - |
| ----- | ---- | - | - | - | - | - | - | - |
| 1 005 | 960  | - | - | - | - | - | - | - |

## Culture locale et patrimoine

### Lieux et monuments
- Église romane datant de la fin du XVe siècle.

### Laharmand galerie

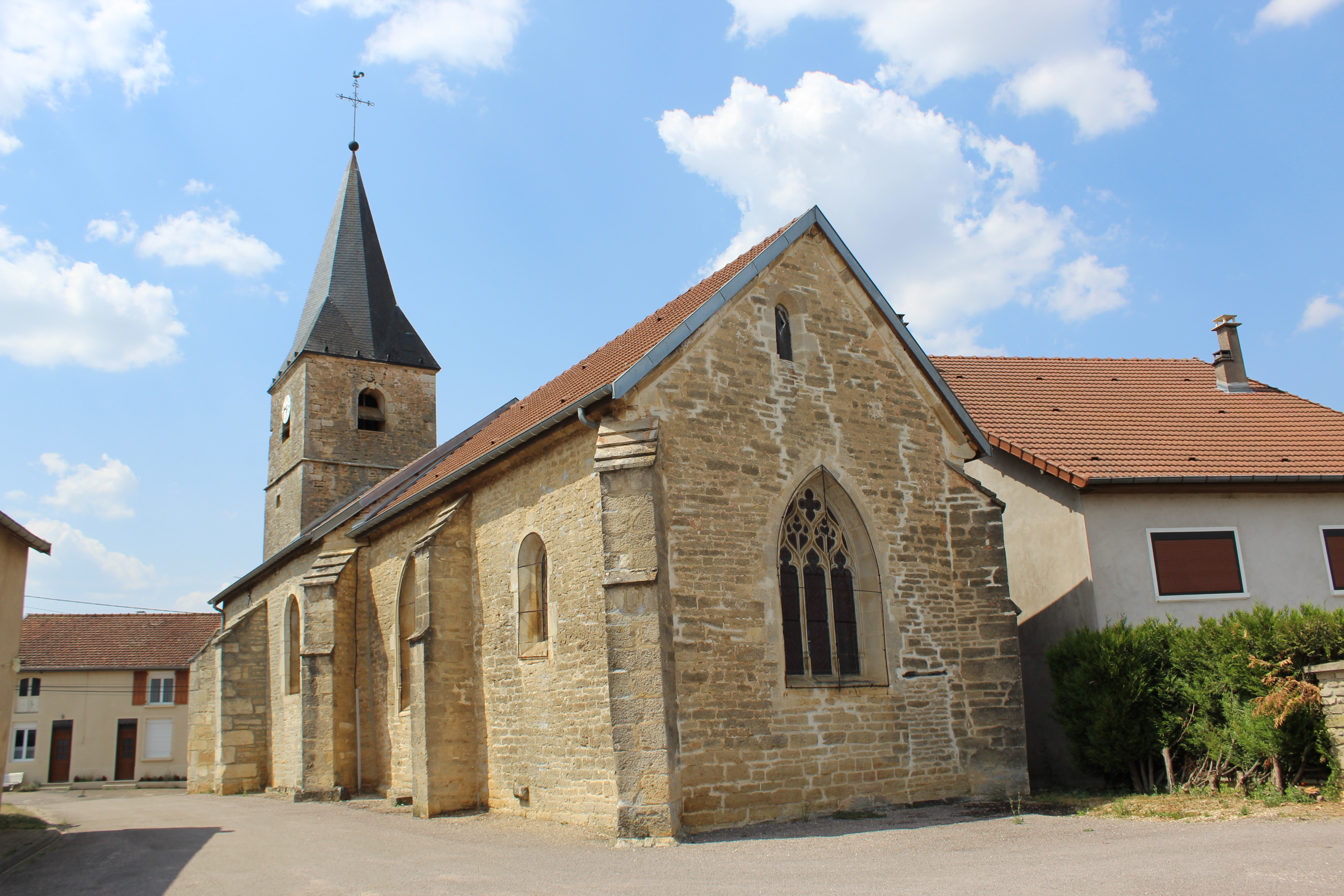
L'église.
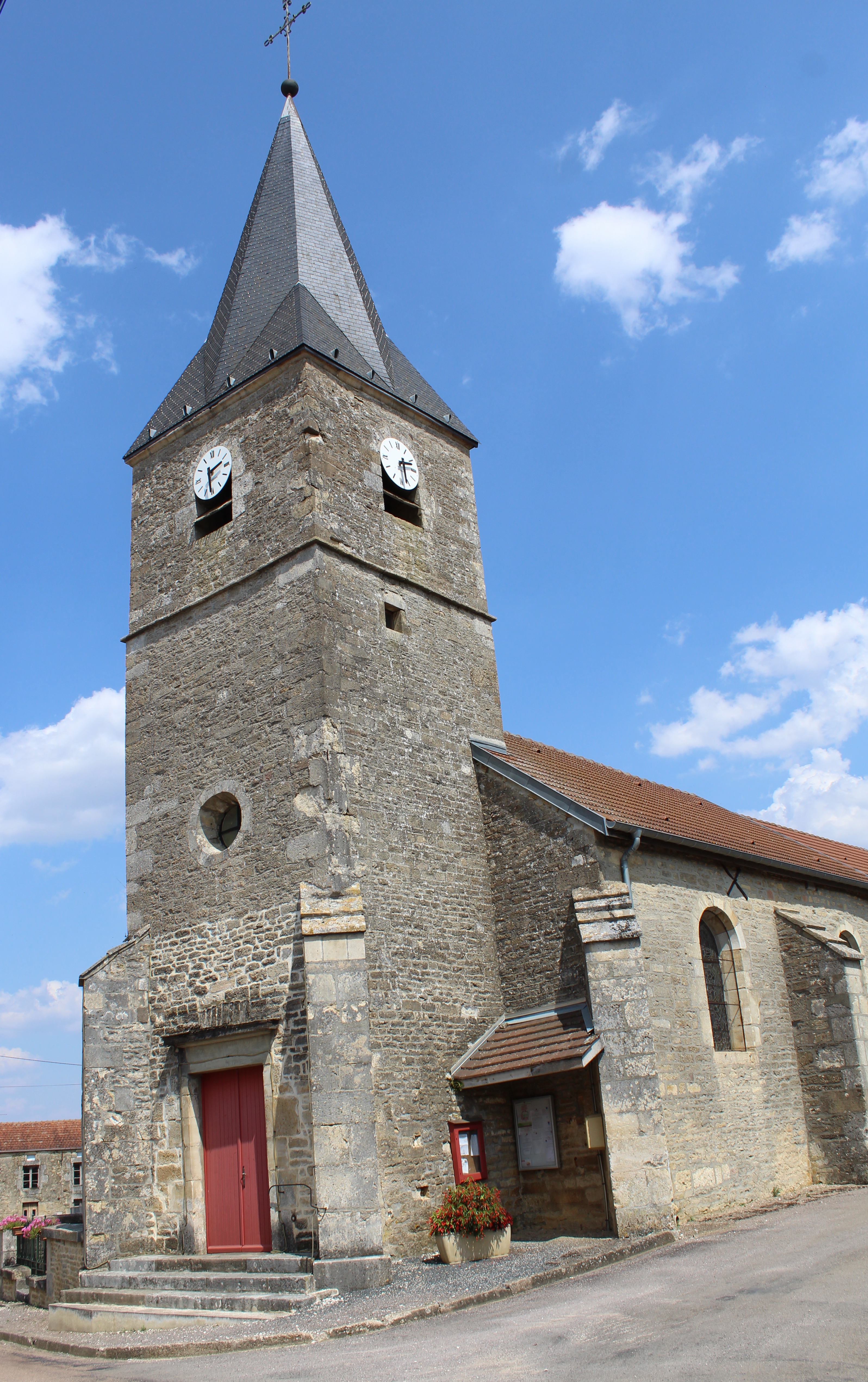
Façade de l'église.
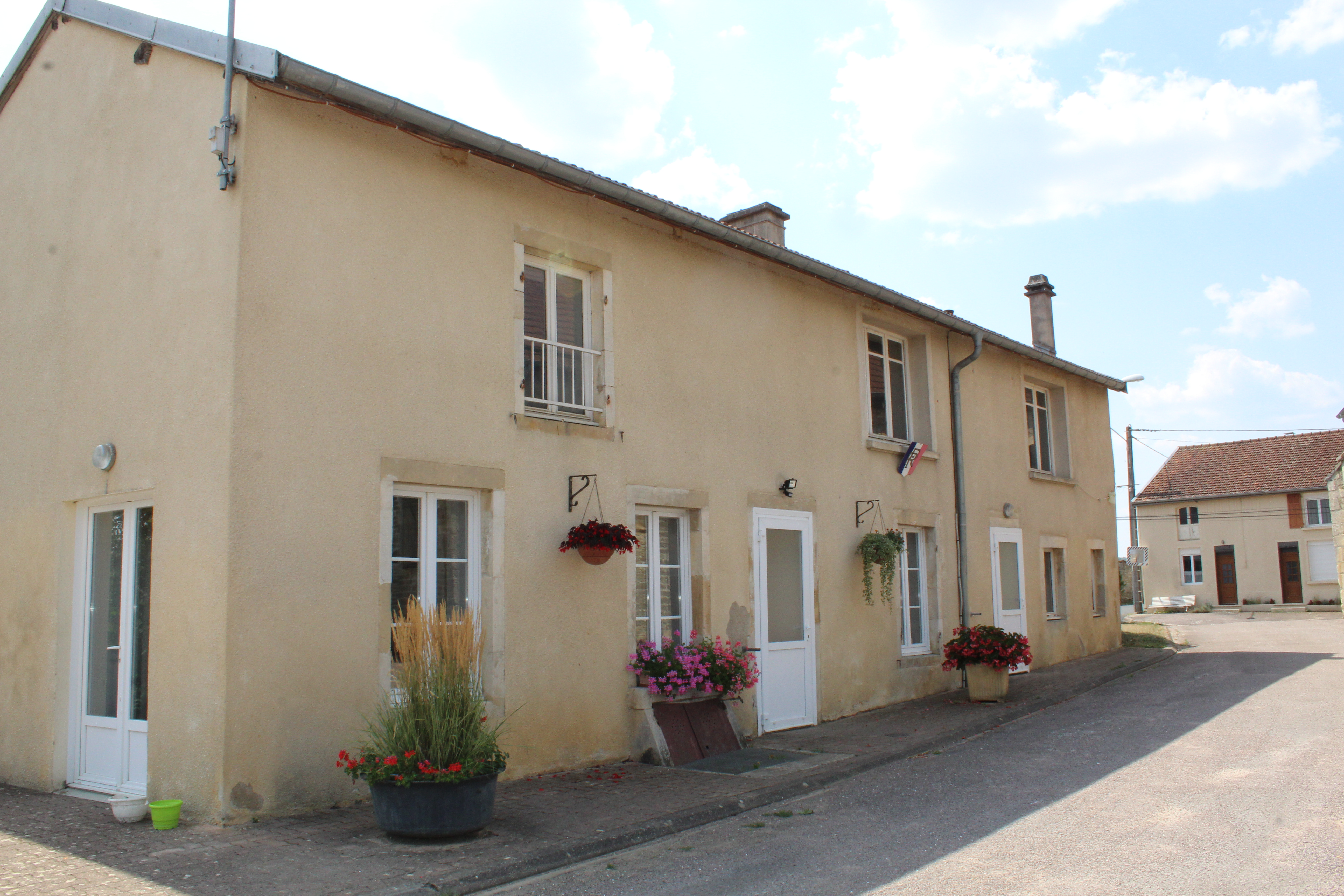
La mairie déléguée.
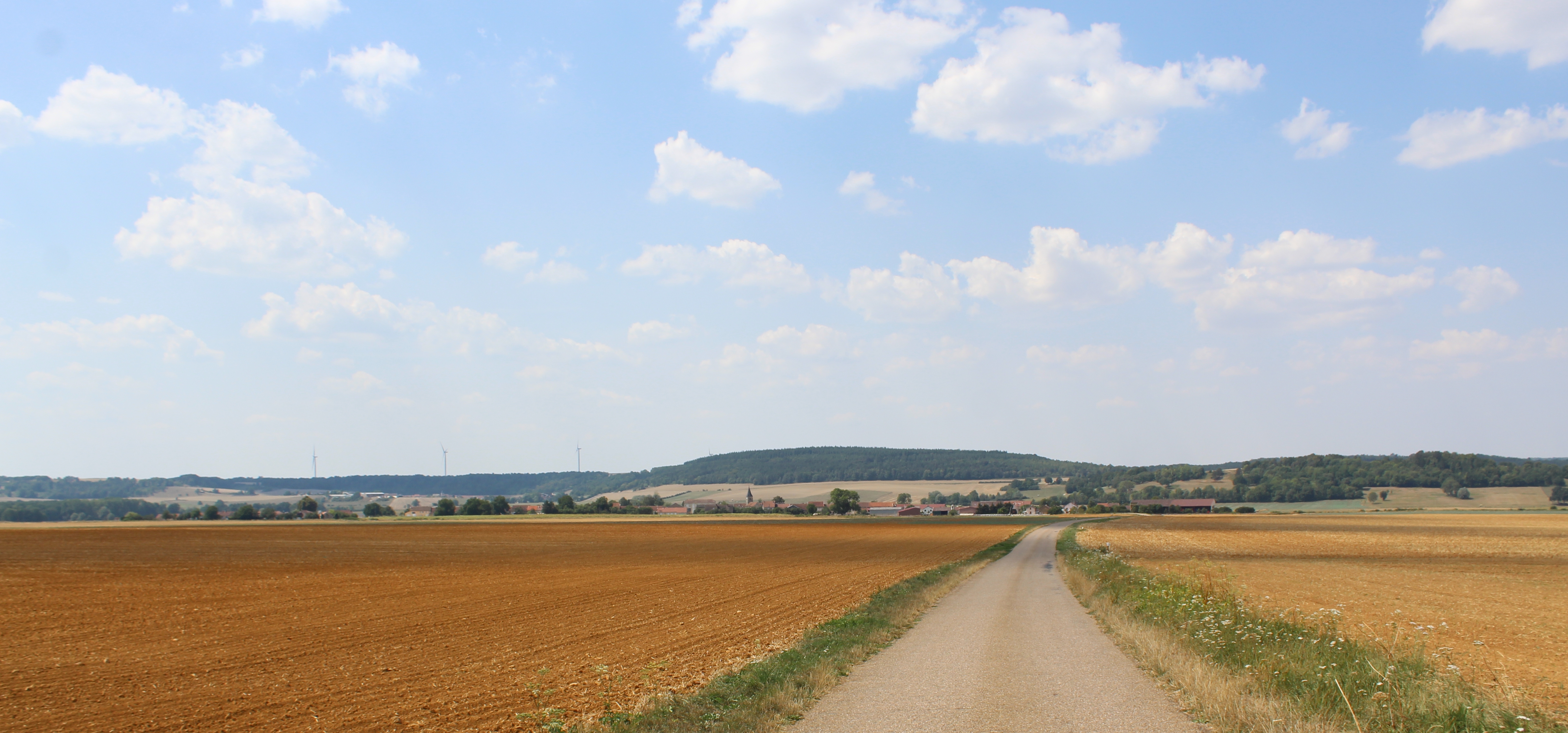
Panorama du village.
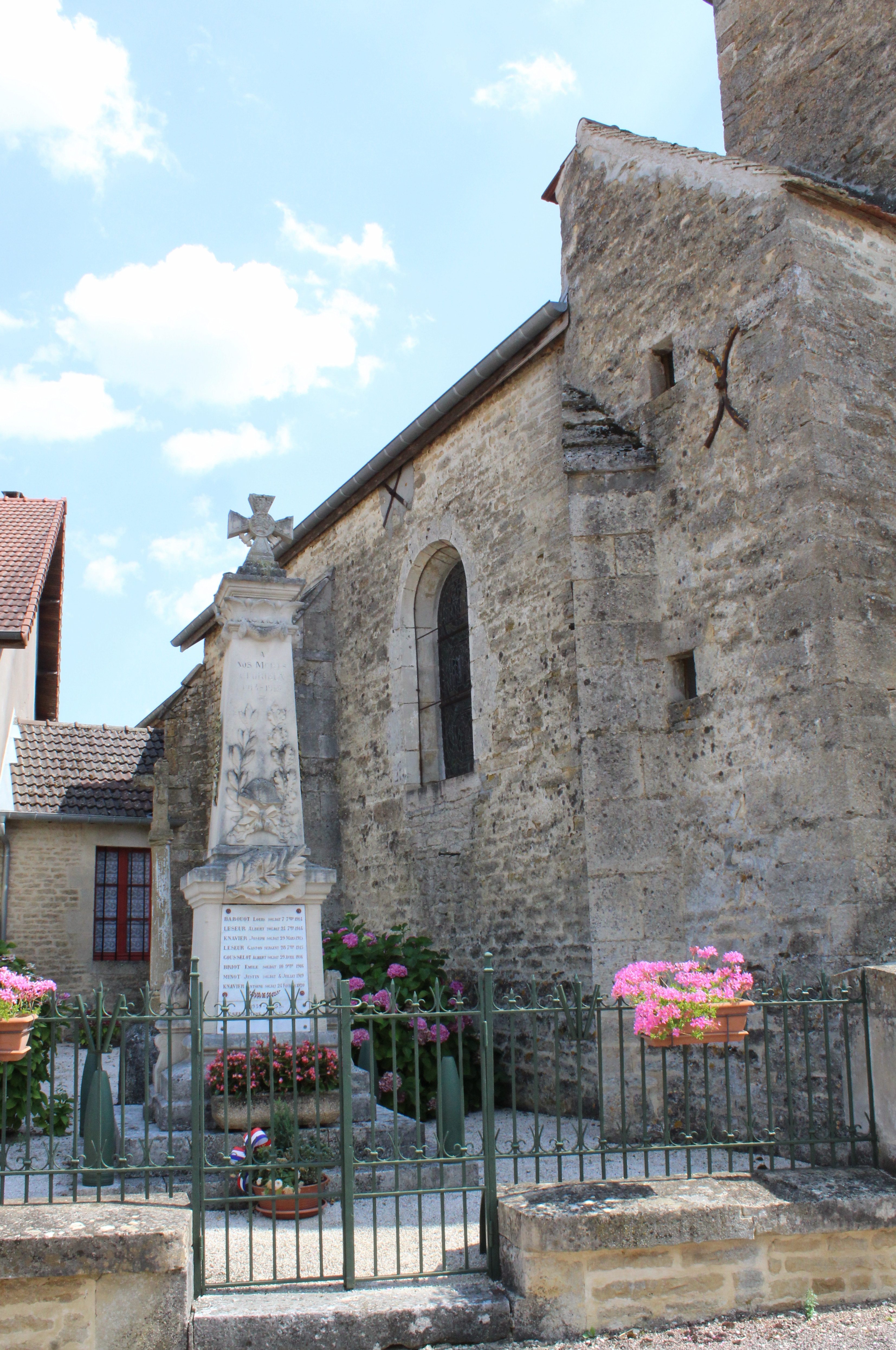
Le monument aux morts.
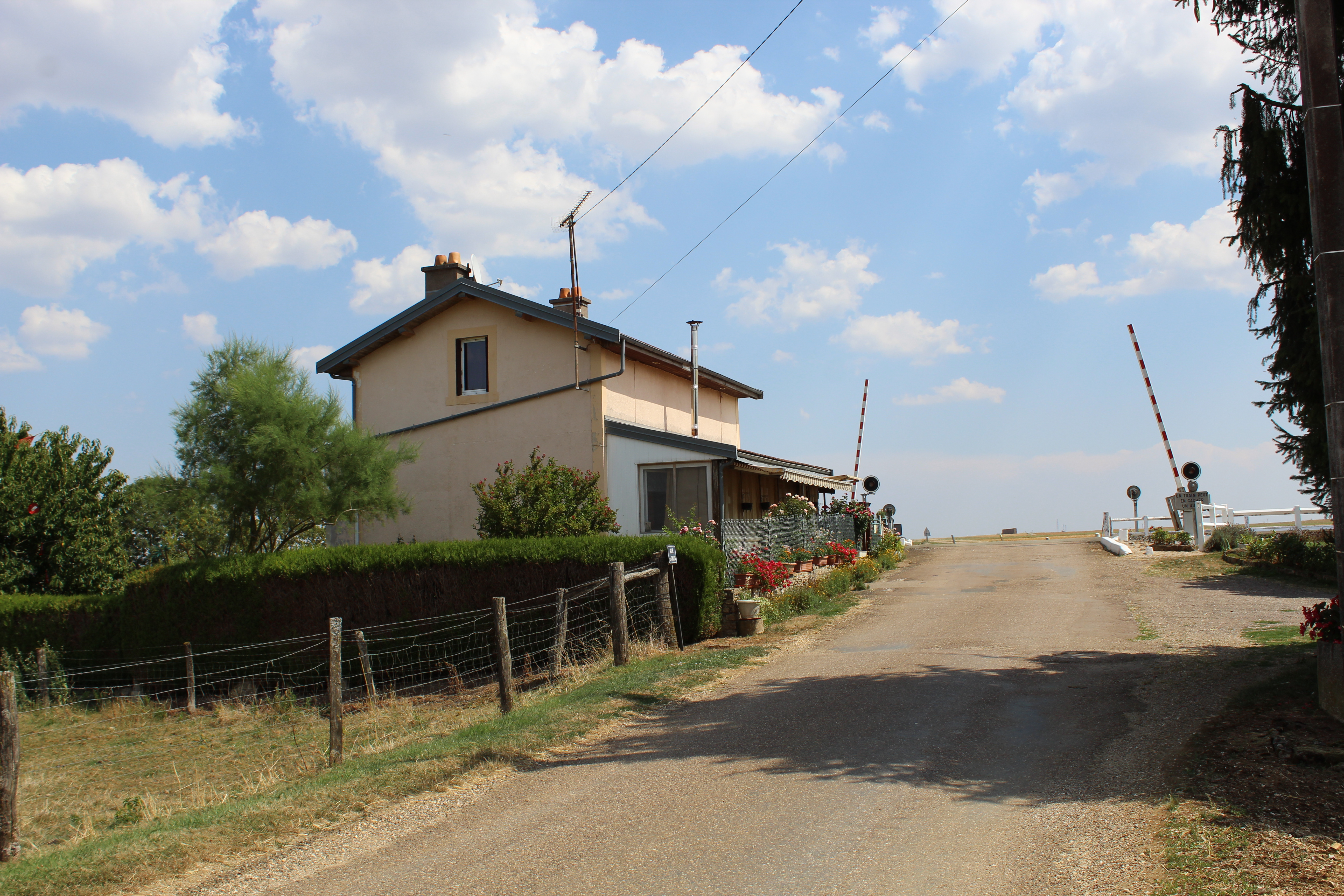
Le passage à niveau.
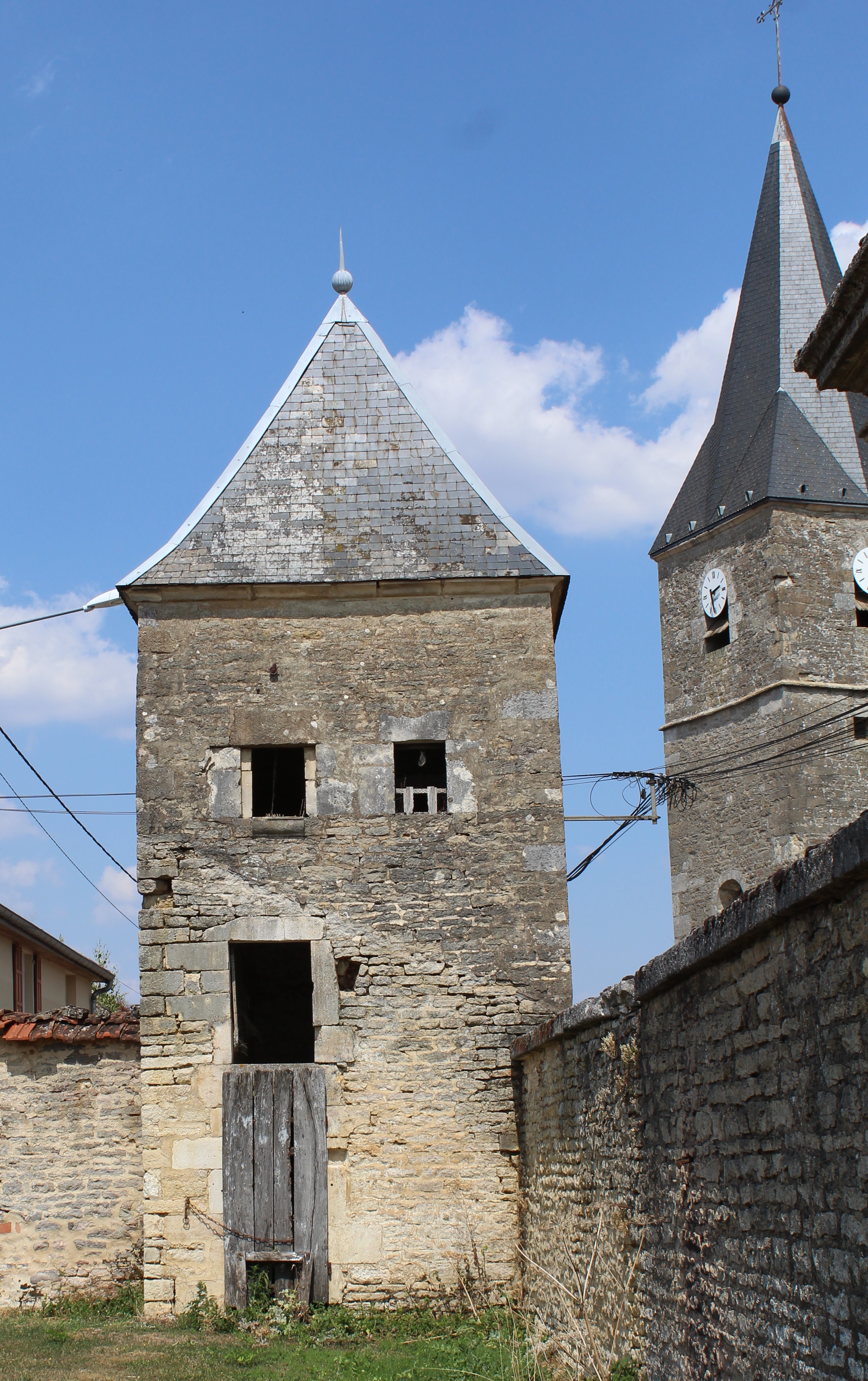
Vieux pigeonnier.

### Sarcicourt galerie

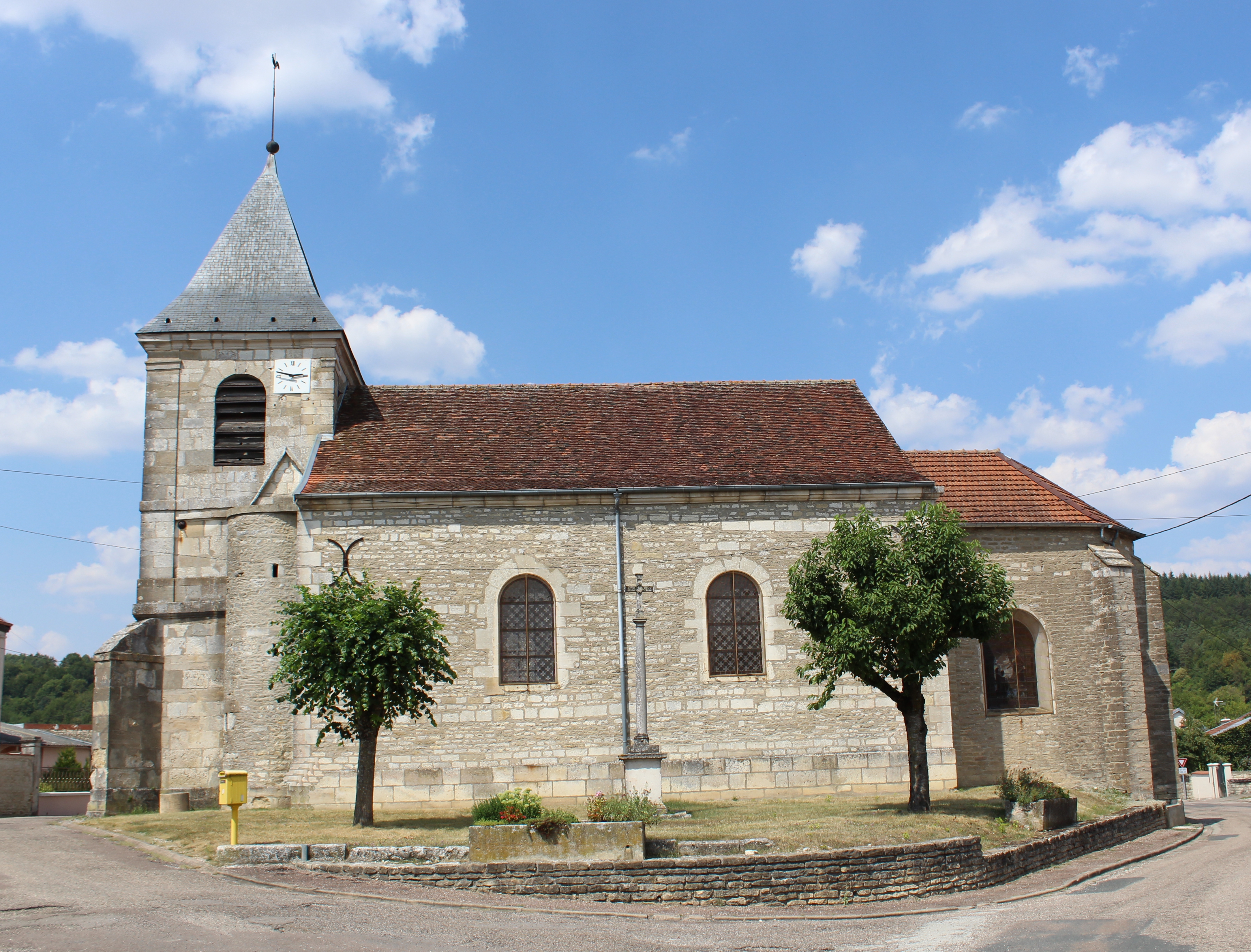
L'église.
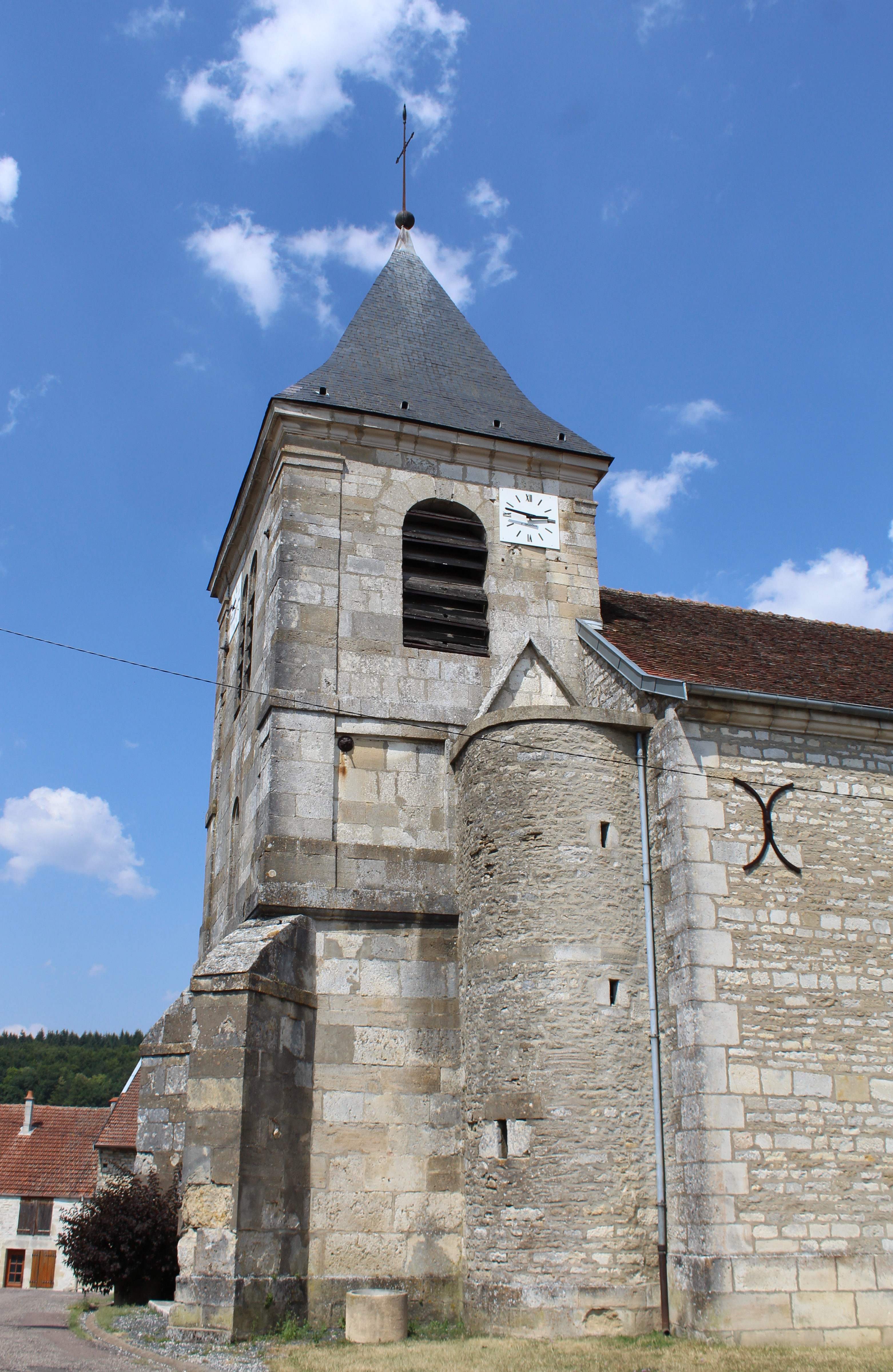
Façade de l'église.
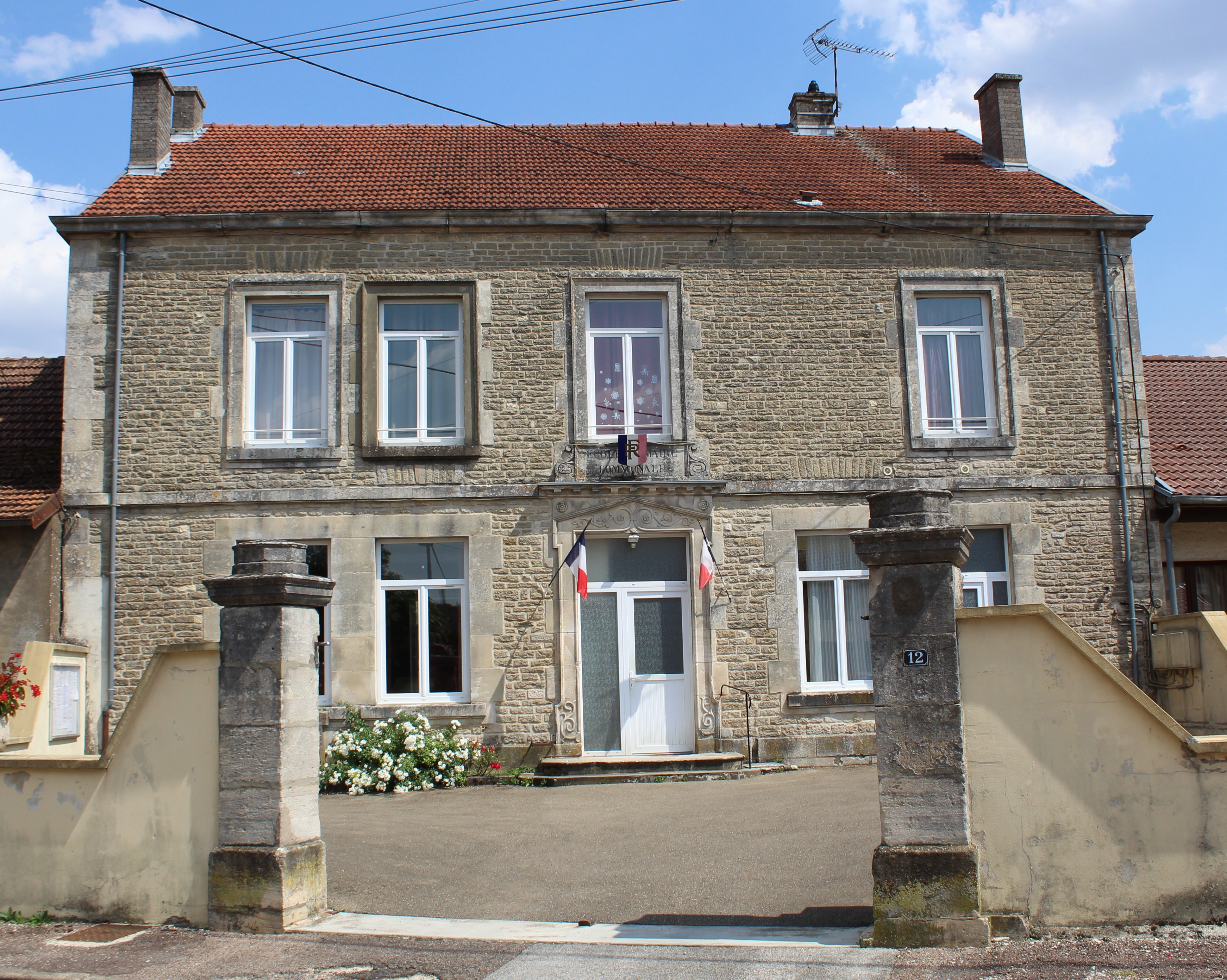
La mairie déléguée.
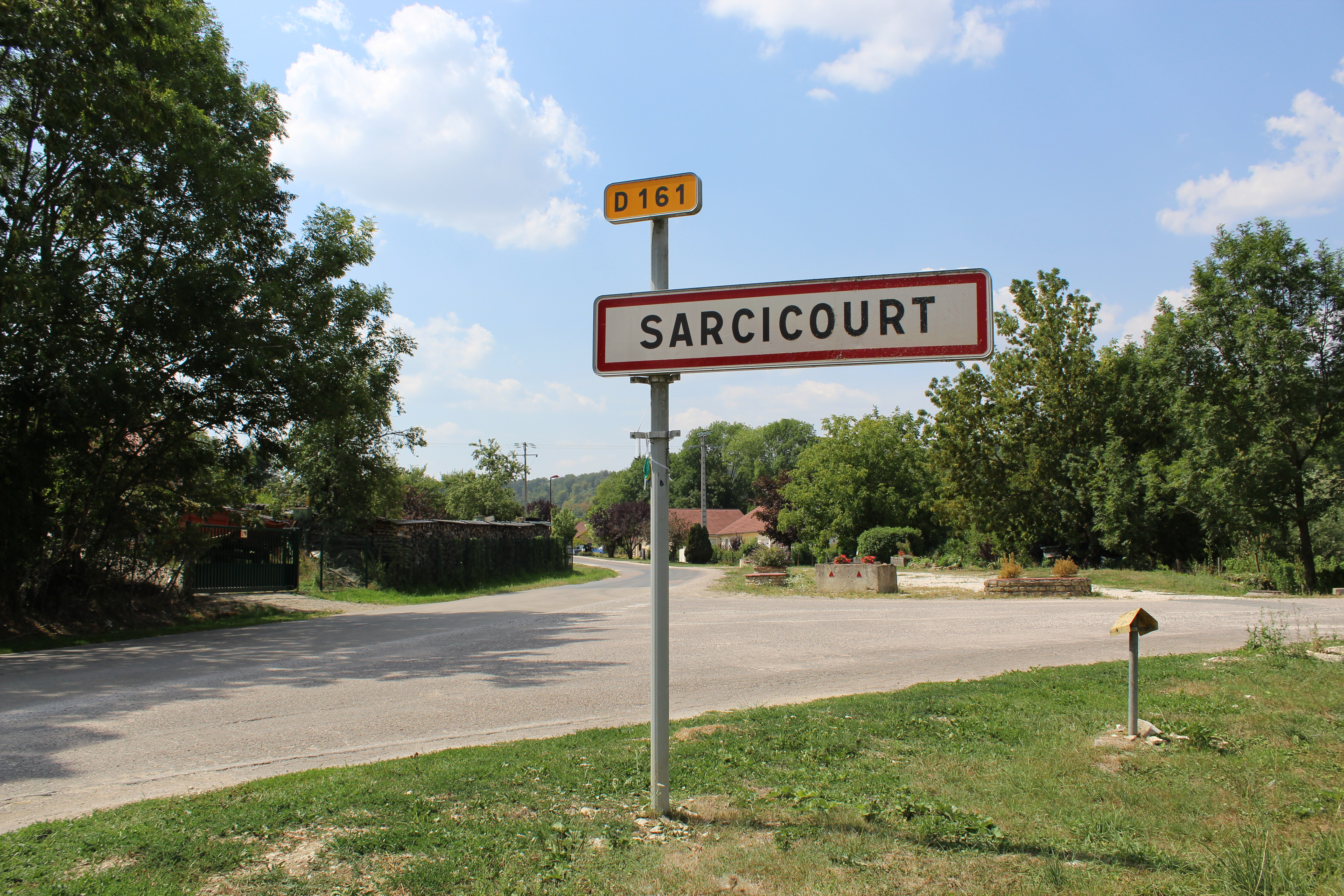
Entrée du village.
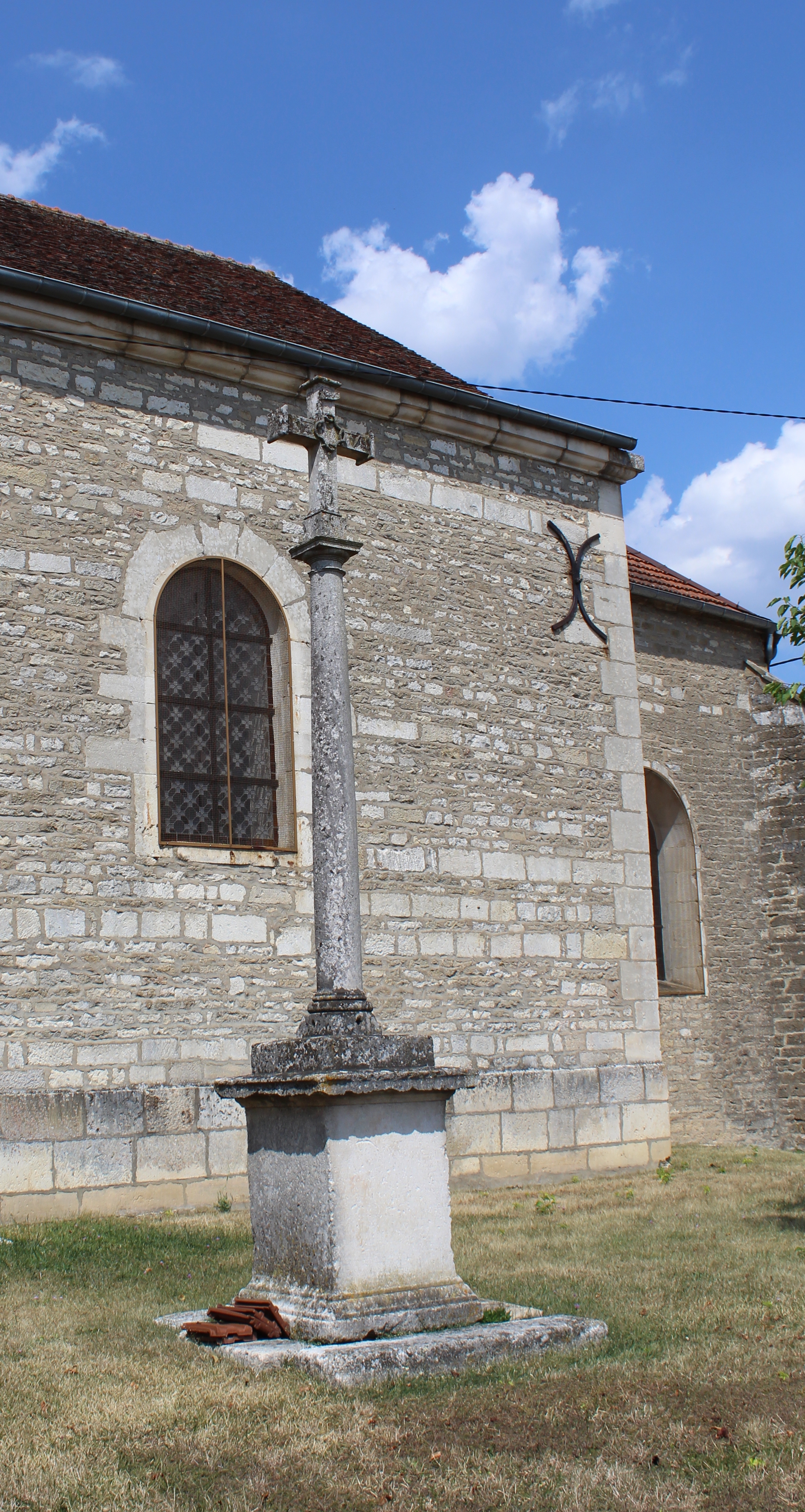
Le calvaire de l'église.

### Jonchery galerie

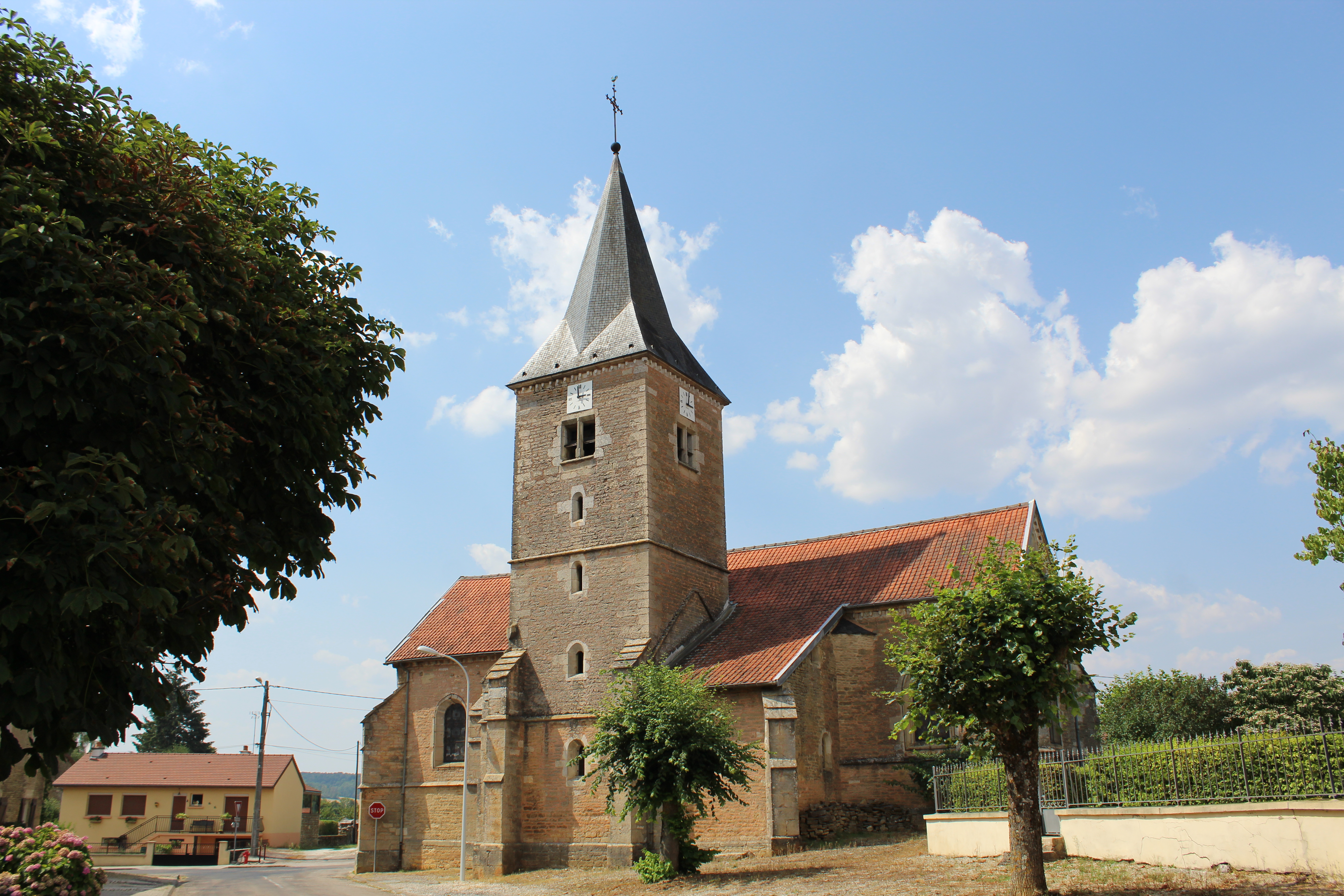
L'église.
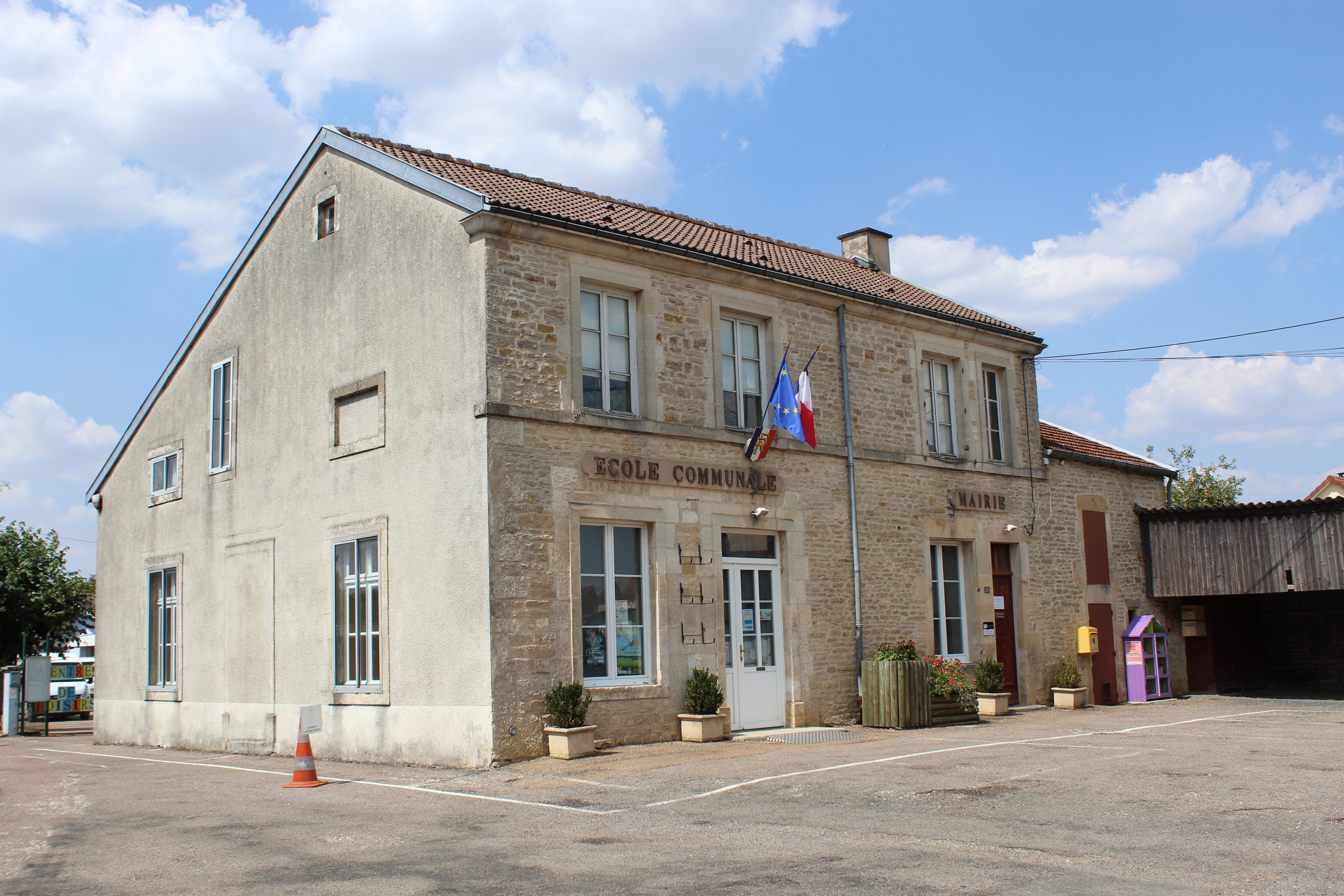
La mairie.
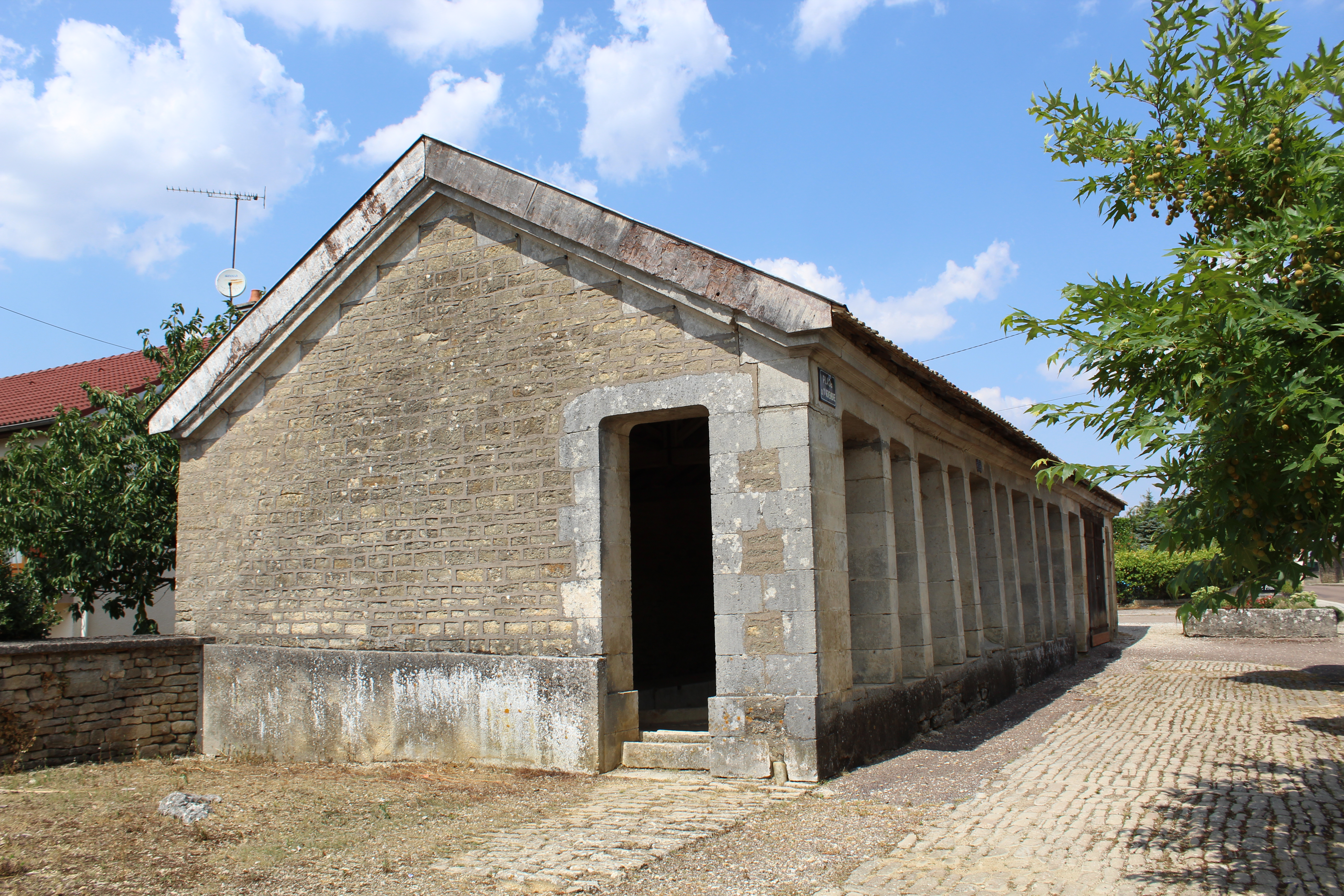
Le lavoir.
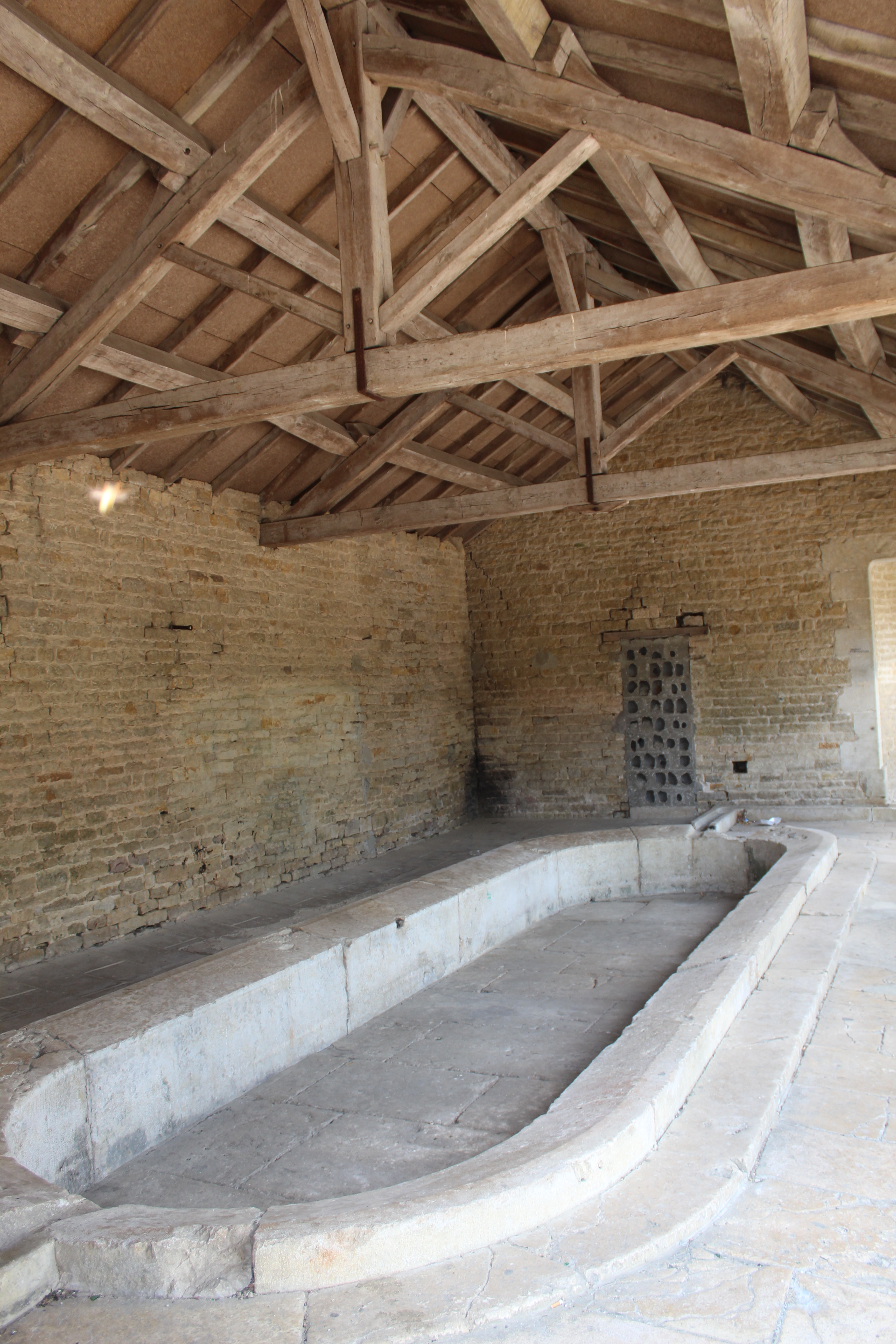
Vue intérieure du lavoir.
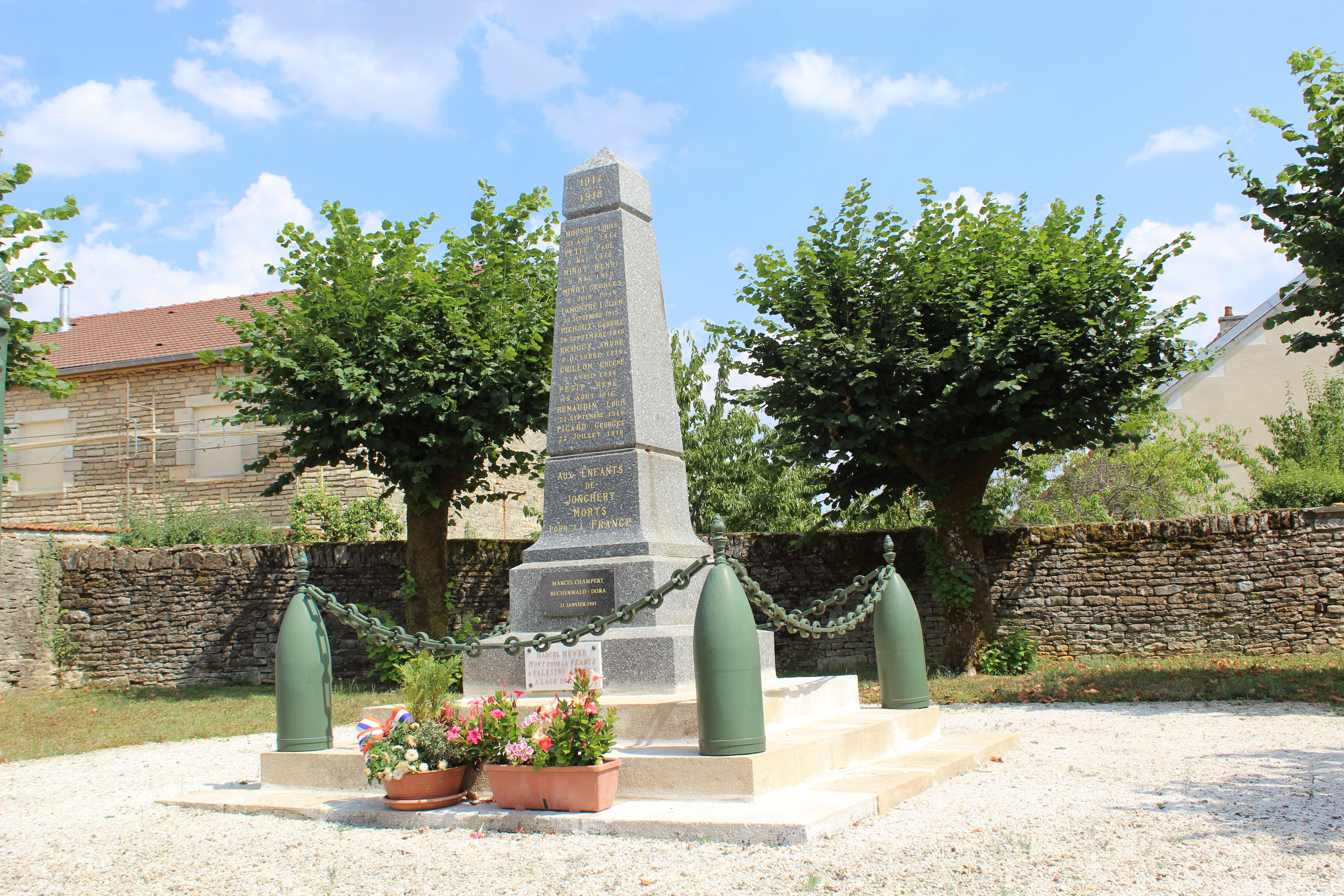
Le monument aux morts.
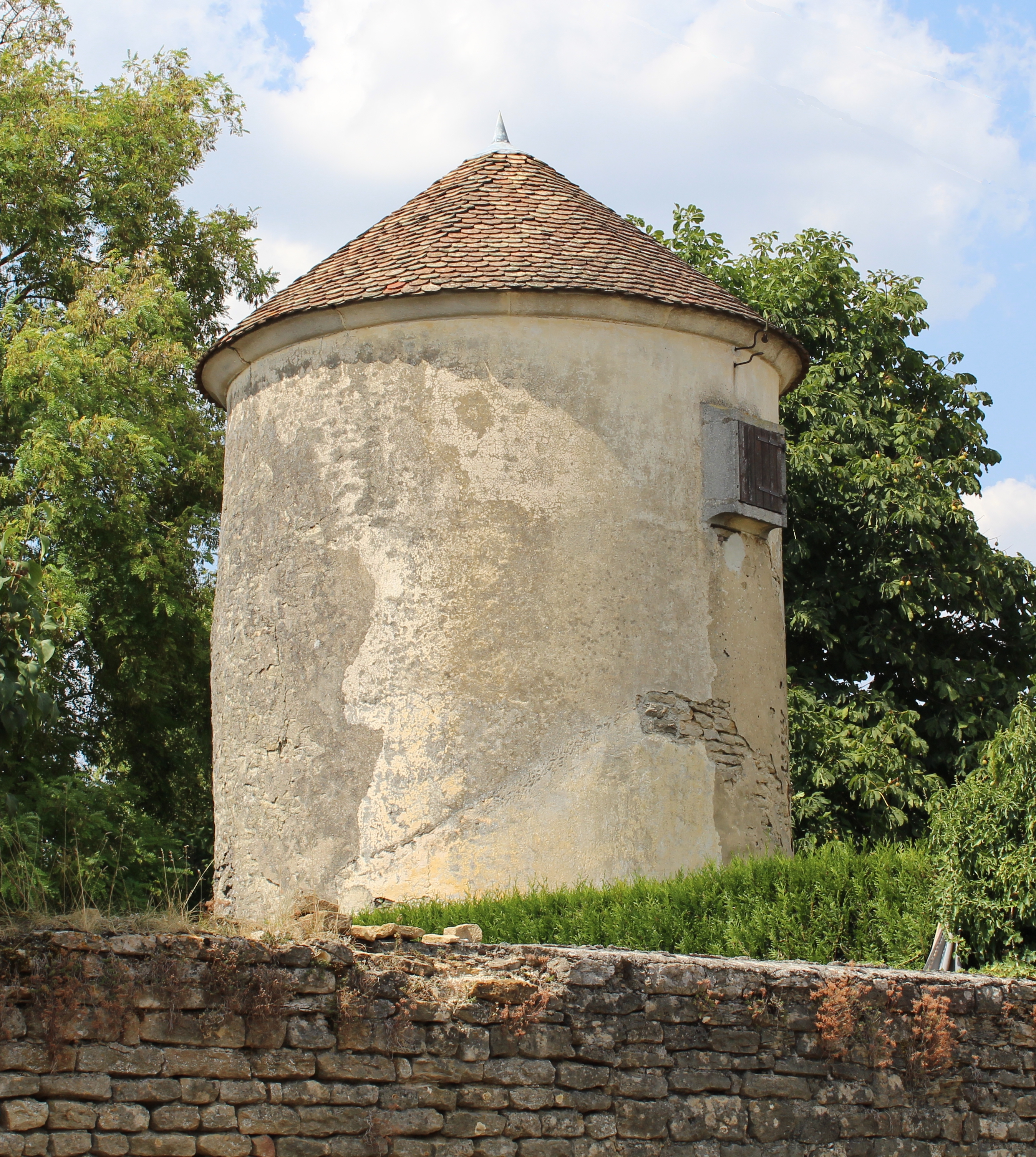
Vieux pigeonnier.